# Csernyánszky Ferenc
Csernyánszky Ferenc (Ipolyság, 1797. szeptember 8. – Apostag, 1839. június 14.) vác-egyházmegyei katolikus lelkész, költő.

## Élete
Misés pappá 1820-ban szenteltetett föl; azután több helyen káplánkodott, így 1830-tól Majsán, 1836-tól Nagykátán, végül adminisztrátor lett Apostagon.

## Munkái
Gyásztisztelet 1835. febr. 19. elhúnyt mélt. gróf Keglevich László úrnak… Pesten.
Kéziratban Juris Publici Regni Hungariae Notiones quaedam breves in usum Tyronum et vel maxime ecclesiasticorum collectae és versei vannak az Országos Széchényi Könyvtárban.
Történeti cikkeket és aphorismákat írt a Regélőbe és Honművészbe (1835), Hasznos Mulatságokba (1836–37), verseket az Aurorába és a Tudományos Gyűjtemény melléklapjába, a Koszorúba.